# Виктор I (папа римский)
Виктор I (лат. Victor I; ум. между 197 и 201 годами) — епископ Рима с 189 года. Общехристианский святой, святитель.

## Биография
Согласно «Liber Pontificalis» родился в Африке, его отца звали Феликс.
Служил архидиаконом. «Liber Pontificalis» относит его понтификат к 186—197 годам. Армянская версия «Хроники Евсевия» указывается, что Виктор стал папой на седьмом году правления императора Коммода (187 год) и сообщает, что понтификат длился 12 лет; в то же время в «Церковной истории» Евсевий сообщает, что Виктор был папой 10 лет.
После избрания активно участвовал в споре о времени празднования Пасхи. В 196 году созвал в Риме собор, на котором был закреплён западный обычай празднования Пасхи — в воскресенье, следовавшее за Страстной пятницей. Христианские церкви в Малой Азии не приняли этих нововведений, за что были отлучены епископом Виктором от церкви. Этот шаг вызвал к нему оппозицию в западных епископиях, и в результате епископ Виктор вынужден был снять своё отлучение.
Виктор I умер между 197 и 201 годами. В некоторых энциклопедиях приводится 197/198 год смерти.
Перевёл богослужение в Риме с греческого на латинский язык. Позже был канонизирован.